# تپه‌لر (اردهان)
تپه‌لر (به ترکی استانبولی: Tepeler) یک منطقهٔ مسکونی در ترکیه است که در اردهان واقع شده‌است.